# Fico Assim Sem Você
Fico Assim Sem Você é uma canção de funk melody brasileira composta por Abdullah e Cacá Moraes, gravada pela dupla Claudinho & Buchecha, e lançada como o 2º single de trabalho do álbum Vamos Dançar de 2002.
Em maio de 2017, a canção foi interpretada por Buchecha na terceira temporada da série Mister Brau, da TV Globo.

## História
A canção foi escrita como uma resposta quando a namorada do Abdullah começou ter ciúmes por causa ela acreditava que o Abdullah estava namorando uma outra mulher sem ela soubesse isso, e um intento para melhorar a situação o Abdullah decidiu começar de escrever rimas para que ela parasse de pensar que ele estava sendo ingrato com ela. No dia seguinte, depois que o Abdullah viu as rimas que ele escreveu no dia anterior, ele decidiu ligar para Cacá Moraes para fazer um canção baseado dessas rimas.
Depois que o Abdullah e o Cacá Moraes terminasse de escreveu a canção, o Abdullah mandou a canção para dupla Claudinho & Buchecha porque ele pensava que a canção encaixavam perfeitamente com o estilo da dupla, mais no princípio o Claudinho & Buchecha não estava querendo de gravar a canção porque eles pensava que a canção era muito infantil para os padrões da dupla, mais o duo foi forçado em gravar depois que o produtor do álbum forçou eles a gravar a canção por causa ele pensou que a canção iria ser um grande hit para a dupla.

## Versões Cover
- Em 2004, a música ganhou roupagem MPB ao ser interpretada pela cantora Adriana Calcanhotto, que a gravou no álbum Adriana Partimpim.[4] A regravação teve um videoclip dirigido pelo Guilherme Ramalho, Renato Amoroso e Lila Rodrigues.[5]
- Também em 2004, a canção ganhou uma roupagem de música infantil ao ser gravada pela cantora Roberta Tiepo no álbum Alegria, Diversão e Festa que mais tarde foi incluindo na novela Carrossel.[6]

## Prêmios e indicações
| Ano  | Prêmio           | Versão              | Categoria    | Resultado | Ref.  |  |
| ---- | ---------------- | ------------------- | ------------ | --------- | ----- |  |
| 2005 | Prêmio Multishow | Adriana Calcanhotto | Melhor Clipe | Indicado  | [ 7 ] |  |